# Crybaby (ロックバンド)
Crybaby（クライベイビー）は日本のロックバンド。

## メンバー
- 宮城芙実（ボーカル）

2017年7月26日放送の「あいつ今何してる?」（テレビ朝日系）で有村昆の同級生であると紹介された。
- KEN（ギター）

結成前はZI:KILLのメンバーとして活動。
- 中村コメタロー（ベース）

結成前は東京少年、Coinのメンバーとして活動。2014年8月27日死去。
- 小関純匡（ドラムス）

Crybaby解散後はVooDoo Hawaiiansのメンバーとして活動。

## 来歴
- 1997年、Vast結成[2][注釈 1]
- 1998年、バンド名をCrybabyに改名。
- 1998年6月、UNIVERSAL VICTORから1stミニアルバム「わからずや」でメジャーデビュー。
- 1999年、Crybaby解散。

## タイアップ一覧
| 使用年 | 曲名       | タイアップ                                                     |
| ------ | ---------- | -------------------------------------------------------------- |
| 1998年 | 友達でした | 日本テレビ系『The・サンデー+30』エンディングテーマ             |
| 1998年 | 友達でした | 札幌テレビ・日本テレビ系『号外!!爆笑大問題』エンディングテーマ |
| 1999年 | お守り     | 日本テレビ系『寝ドキッ!!』テーマソング                         |
| 1999年 | Mach       | 講談社「ヤングマガジンアッパーズ」イメージソング               |

## メディア出演

### ラジオ
- ARTIST PARADISE（1998年10月 - 1999年3月、bayfm）